# Ifelodum (Oxum)
Ifelodun é uma área do governo local em Osun (estado), Nigéria. Sua sede está na cidade de Ikirun.
Possui uma área de 114 km² e uma população de 96 444 no Censo de 2006.
O código postal da área é 231.